# Nationalkünstler (Thailand)
Nationalkünstler (thailändisch ศิลปินแห่งชาติ sinlapin haeng chat [sǐn láʔ pin hɛ̀ːŋ tɕʰâːt]) ist eine vom Büro der nationalen Kulturkommission von Thailand jährlich vergebene Auszeichnung für Künstler im Bereich Literatur, Schöne Künste, Bildgestaltung, Angewandte Kunst (Architektur, Design) und Darstellende Kunst (Tanz, Puppenspiel, Schattenspiel, traditionelle thailändische Musik, internationale Musik, Drama und Film).
Der Preis wird seit 1984 am 24. Februar, dem „Tag der Nationalkünstler“, überreicht; dies geschieht im Andenken an den Geburtstag von König Rama II., der selbst ein ausgewiesener Künstler war. 1986 wurde König Rama IX. als „Oberster Künstler“ ausgezeichnet, da er ein ausgezeichneter Musiker (Saxophon), Fotograf und Maler war.
Nationalkünstler erhalten ein monatliches Gehalt von 12.000 Baht verbunden mit einer Krankenversicherung, 15.000 Baht Kostenzuschuss bei Beerdigung sowie 120.000 Baht für die Abfassung ihrer Biographie.

## Nationalkünstler von Thailand

### 1980er
| Jahr | Name                   | Disziplin                           | Anm. |
| ---- | ---------------------- | ----------------------------------- | ---- |
| 1985 | Kukrit Pramoj          | Literatur                           |      |
| 1985 | Montri Tramote         | Darstellende Kunst (thail. Musik)   |      |
| 1985 | Paew Snitwongseni      | Darstellende Kunst (thail. Tanz)    |      |
| 1985 | Fua Haripitak          | Visuelle Kunst                      |      |
| 1986 | Kanha Kiengsiri        | Literatur                           |      |
| 1986 | Ob Chiyavasu           | Literatur                           |      |
| 1986 | Kan Thonglaw           | Darstellende Kunst (thail. Tanz)    |      |
| 1986 | Chalerm Buatang        | Darstellende Kunst (thail. Musik)   |      |
| 1986 | Chusri Sakunkaew       | Darstellende Kunst (thail. Tanz)    |      |
| 1986 | Tuam Prasidhikul       | Darstellende Kunst (thail. Musik)   |      |
| 1986 | Tongmak Chandulue      | Darstellende Kunst (thail. Tanz)    |      |
| 1986 | Thonglaw Tamleytong    | Darstellende Kunst (thail. Musik)   |      |
| 1986 | Plueng Chairasami      | Darstellende Kunst (thail. Tanz)    |      |
| 1986 | Puangroi Abhaiwongsa   | Darstellende Kunst (intern. Musik)  |      |
| 1986 | Paitoon Kittiwan       | Darstellende Kunst (thail. Musik)   |      |
| 1986 | Rongpakdee Jarujarana  | Darstellende Kunst (thail. Tanz)    |      |
| 1986 | Kumma Saeng-ngarm      | Visuelle Kunst                      |      |
| 1986 | Paitoon Muangsomboon   | Visuelle Kunst                      |      |
| 1986 | Prasong Patamanuj      | Visuelle Kunst                      |      |
| 1986 | Saengda Bannasit       | Visuelle Kunst                      |      |
| 1986 | Heng Sopapong          | Visuelle Kunst                      |      |
| 1986 | Sompop Pirom           | Angewandte Kunst                    |      |
| 1987 | Pin Malakul            | Literatur                           |      |
| 1987 | Jaroenjai Suntornwatin | Darstellende Kunst (thail. Musik)   |      |
| 1987 | Chaloey Sukavanis      | Darstellende Kunst (thail. Tanz)    |      |
| 1987 | Chin Silapabanleng     | Darstellende Kunst (thail. Musik)   |      |
| 1987 | Chailanka Kruasen      | Darstellende Kunst (thail. Musik)   |      |
| 1987 | Yok Choobua            | Darstellende Kunst (thail. Tanz)    |      |
| 1987 | Vichit Kounavudhi      | Darstellende Kunst (Film und Drama) |      |
| 1987 | Chit Rianpracha        | Visuelle Kunst                      |      |
| 1987 | Payom Sinawat          | Visuelle Kunst                      |      |
| 1987 | Mod Wongsawad          | Visuelle Kunst                      |      |
| 1987 | Mitrarun Kasemsri      | Visuelle Kunst, Angewandte Kunst    |      |
| 1988 | Sukanya Cholasuks      | Literatur                           |      |
| 1988 | Kree Worasarin         | Darstellende Kunst (thail. Tanz)    |      |
| 1988 | Jamriang Budpradub     | Darstellende Kunst (thail. Tanz)    |      |
| 1988 | Seri Wangnaidharm      | Darstellende Kunst (thail. Tanz)    |      |
| 1988 | Prasidhi Thavorn       | Darstellende Kunst (thail. Musik)   |      |
| 1988 | Boonyong Katekong      | Darstellende Kunst (thail. Musik)   |      |
| 1988 | Samarn Karnjanaphalin  | Darstellende Kunst (intern. Musik)  |      |
| 1988 | Sa-nga Arampir         | Darstellende Kunst (intern. Musik)  |      |
| 1988 | Wangdee Nima           | Darstellende Kunst (thail. Tanz)    |      |
| 1988 | Chalerm Nakeerak       | Visuelle Kunst                      |      |
| 1988 | Poon Kesjamras         | Visuelle Kunst                      |      |
| 1988 | Piman Moonpramook      | Visuelle Kunst                      |      |
| 1989 | Angkarn Kalayanapong   | Literatur                           |      |
| 1989 | Yat Changthong         | Darstellende Kunst (thail. Tanz)    |      |
| 1989 | Pravet Kumut           | Darstellende Kunst (thail. Musik)   |      |
| 1989 | Prasit Phayomyong      | Darstellende Kunst (intern. Musik)  |      |
| 1989 | Sherry Savettanan      | Darstellende Kunst (intern. Musik)  |      |
| 1989 | Chin Oramut            | Darstellende Kunst (thail. Tanz)    |      |
| 1989 | Sanit Ditthapan        | Visuelle Kunst                      |      |
| 1989 | Praves Limparangsi     | Visuelle Kunst, Angewandte Kunst    |      |

### 1990er
| Jahr | Name                           | Disziplin                           | Anm. |
| ---- | ------------------------------ | ----------------------------------- | ---- |
| 1990 | Sakchai Bumrungpong            | Literatur                           |      |
| 1990 | Buaphan Chansri                | Darstellende Kunst (thail. Tanz)    |      |
| 1990 | Somchai Asanachinda            | Darstellende Kunst (Film und Drama) |      |
| 1990 | Suthep Wongkamhaeng            | Darstellende Kunst (intern. Musik)  |      |
| 1990 | Suwannee Chalanukhro           | Darstellende Kunst (thail. Tanz)    |      |
| 1990 | Tavee Nanthakwang              | Visuelle Kunst                      |      |
| 1991 | Suwat Woradilok                | Literatur                           |      |
| 1991 | Ajin Panapan                   | Literatur                           |      |
| 1991 | Sawasdi Tantisuk               | Visuelle Kunst                      |      |
| 1991 | Ken Dalau                      | Darstellende Kunst (thail. Tanz)    |      |
| 1991 | Boonyang Katekong              | Darstellende Kunst (thail. Tanz)    |      |
| 1991 | Payong Mukda                   | Darstellende Kunst (intern. Musik)  |      |
| 1991 | Pensri Poomchoosri             | Darstellende Kunst (intern. Musik)  |      |
| 1992 | Khamsing Srinawk               | Literatur                           |      |
| 1992 | Songchart Chuensiri            | Darstellende Kunst (thail. Tanz)    |      |
| 1992 | Tuen Patayakul                 | Darstellende Kunst (thail. Musik)   |      |
| 1992 | Manratana Srigranont           | Darstellende Kunst (intern. Musik)  |      |
| 1992 | Pongsri Woranuch               | Darstellende Kunst (intern. Musik)  |      |
| 1992 | Juliam Gingthong               | Darstellende Kunst (thail. Tanz)    |      |
| 1992 | Kam Gawai                      | Darstellende Kunst (thail. Tanz)    |      |
| 1992 | Prayoon Uluchata               | Visuelle Kunst                      |      |
| 1993 | Prakhin Xumsai Na Ayudhya      | Literatur                           |      |
| 1993 | Naowarat Pongpaiboon           | Literatur                           |      |
| 1993 | Jamnian Srithaipan             | Darstellende Kunst (thail. Musik)   |      |
| 1993 | Chalee Intharawijit            | Darstellende Kunst (Film und Drama) |      |
| 1993 | Sudchit Anantakul              | Darstellende Kunst (thail. Musik)   |      |
| 1993 | Khader Verdeng                 | Darstellende Kunst (thail. Tanz)    |      |
| 1993 | Chaweewan Phanthu              | Darstellende Kunst (thail. Musik)   |      |
| 1993 | Pinit Suwanaboon               | Visuelle Kunst                      |      |
| 1993 | Usni Pramoj                    | Darstellende Kunst (intern. Musik)  |      |
| 1993 | Prayoon Yomyiem                | Darstellende Kunst (thail. Tanz)    |      |
| 1993 | Pinyo Suwankiri                | Visuelle Kunst, Angewandte Kunst    |      |
| 1994 | Usni Pramoj                    | Darstellende Kunst (intern. Musik)  |      |
| 1994 | Prayoon Yomyiem                | Darstellende Kunst (thail. Tanz)    |      |
| 1994 | Pinyo Suwankiri                | Visuelle Kunst, Angewandte Kunst    |      |
| 1995 | Rong Wongsa-vun                | Literatur                           |      |
| 1995 | Thaweep Voradiloke             | Literatur                           |      |
| 1995 | Khamphai Nuping                | Darstellende Kunst (thail. Tanz)    |      |
| 1995 | Jang Klayseethong              | Darstellende Kunst (thail. Musik)   |      |
| 1995 | Pruang Chuenprayoth            | Darstellende Kunst (intern. Musik)  |      |
| 1995 | Somsian Phantong               | Darstellende Kunst (thail. Musik)   |      |
| 1995 | Soi Damjam                     | Darstellende Kunst (thail. Musik)   |      |
| 1995 | Sawong Supsamruay              | Darstellende Kunst (Film und Drama) |      |
| 1995 | Amnuey Neramit                 | Darstellende Kunst (Film und Drama) |      |
| 1995 | Chitt Chongmankhong            | Visuelle Kunst                      |      |
| 1996 | Srifa Mahawan                  | Literatur                           |      |
| 1996 | Anusorn Mongkolkarn            | Darstellende Kunst (Film und Drama) |      |
| 1996 | Somkuan Krachangsart           | Darstellende Kunst (Film und Drama) |      |
| 1996 | Ruangthong Thongluntom         | Darstellende Kunst (intern. Musik)  |      |
| 1996 | Kliew Setkit                   | Darstellende Kunst (thail. Tanz)    |      |
| 1996 | Boonlert Nartpinit             | Darstellende Kunst (thail. Tanz)    |      |
| 1996 | Sakorn Yaungkhieosod           | Darstellende Kunst (thail. Tanz)    |      |
| 1996 | Chansom Saithara               | Darstellende Kunst (thail. Musik)   |      |
| 1996 | Yai Wisetpolklang              | Darstellende Kunst (thail. Musik)   |      |
| 1996 | Chumraung Vichienket           | Visuelle Kunst                      |      |
| 1997 | Chatchai Visessuwanpoom        | Literatur                           |      |
| 1997 | Sompong Pongmitr               | Darstellende Kunst (Film und Drama) |      |
| 1997 | Malaiwal Boonyaratawej         | Darstellende Kunst (intern. Musik)  |      |
| 1997 | Pinit Chaisuwan                | Darstellende Kunst (thail. Musik)   |      |
| 1997 | Surapol Tonawanik              | Darstellende Kunst (intern. Musik)  |      |
| 1997 | Thongbai Ruangnont             | Darstellende Kunst (thail. Tanz)    |      |
| 1997 | Waipote Sakulnee               | Darstellende Kunst (intern. Musik)  |      |
| 1997 | Boonpeng Phaiphiewchai         | Darstellende Kunst (thail. Tanz)    |      |
| 1997 | Im Chitphakdee                 | Darstellende Kunst (thail. Tanz)    |      |
| 1997 | Kamol Tasananchalee            | Visuelle Kunst                      |      |
| 1998 | Vasit Dejkunjorn               | Literatur                           |      |
| 1998 | Churee Osiri                   | Darstellende Kunst (Film und Drama) |      |
| 1998 | Bencharong Thanakoset          | Darstellende Kunst (thail. Musik)   |      |
| 1998 | Prasidh Silpabanleng           | Darstellende Kunst (intern. Musik)  |      |
| 1998 | Siriwat Ditsayanand            | Darstellende Kunst (thail. Tanz)    |      |
| 1998 | Chaichana Boonnachot           | Darstellende Kunst (intern. Musik)  |      |
| 1998 | Charin Nandanagara             | Darstellende Kunst (intern. Musik)  |      |
| 1998 | Piyaphan Snitwongse            | Darstellende Kunst (intern. Musik)  |      |
| 1998 | Khraukaew Na Chiang Mai        | Darstellende Kunst (thail. Tanz)    |      |
| 1998 | Chalood Nimsamer               | Visuelle Kunst                      |      |
| 1998 | Prayat Pongdam                 | Visuelle Kunst                      |      |
| 1998 | Arvuth Ngernchuglin            | Visuelle Kunst                      |      |
| 1998 | Sumeth Jumsai Na Ayudhaya      | Angewandte Kunst                    |      |
| 1999 | Supha Sirisingha               | Literatur                           |      |
| 1999 | Thae Prakas-vudhisarn          | Darstellende Kunst (Film und Drama) |      |
| 1999 | Marasi Isranggura Na Ayutthaya | Darstellende Kunst (Film und Drama) |      |
| 1999 | Cheu Dontriros                 | Darstellende Kunst (thail. Musik)   |      |
| 1999 | Somphan Chotana                | Darstellende Kunst (thail. Tanz)    |      |
| 1999 | Samphan Phan-manee             | Darstellende Kunst (thail. Tanz)    |      |
| 1999 | Somnuke Thongma                | Darstellende Kunst (intern. Musik)  |      |
| 1999 | Chin Faithes                   | Darstellende Kunst (intern. Musik)  |      |
| 1999 | Manit Phu-Aree                 | Visuelle Kunst                      |      |
| 1999 | Damrong Wongse-Upparaj         | Visuelle Kunst                      |      |
| 1999 | Inson Wongsam                  | Visuelle Kunst                      |      |

### 2000er
| Jahr | Name                           | Disziplin                           | Anm.  |
| ---- | ------------------------------ | ----------------------------------- | ----- |
| 2000 | Ussiri Dhammachote             | Literatur                           |       |
| 2000 | Mongkol Seangsawang            | Darstellende Kunst (thail. Musik)   |       |
| 2000 | Chakrabhand Posayakrit         | Visuelle Kunst                      |       |
| 2000 | Ruetai Jaijongrak              | Angewandte Kunst                    |       |
| 2001 | Kumpoon Boontawee              | Literatur                           |       |
| 2001 | Chatrichalerm Yukol            | Darstellende Kunst (Film und Drama) |       |
| 2001 | Thawan Duchanee                | Visuelle Kunst                      |       |
| 2001 | Pradith Yuvapukka              | Visuelle Kunst, Angewandte Kunst    |       |
| 2002 | Sujitt Wongthes                | Literatur                           |       |
| 2002 | Chiras Ardnarong               | Darstellende Kunst (thail. Musik)   |       |
| 2002 | Prakit Buabusaya               | Visuelle Kunst                      |       |
| 2002 | Nithi Sathapitanon             | Angewandte Kunst                    |       |
| 2003 | Karuna Kusiralai               | Literatur                           |       |
| 2003 | Prom Bunrit                    | Darstellende Kunst (thail. Tanz)    |       |
| 2003 | Pichai Niran                   | Visuelle Kunst                      |       |
| 2003 | Wanida Puangsunthorn           | Visuelle Kunst, Angewandte Kunst    | [ 2 ] |
| 2004 | Vinita Diteeyont               | Literatur                           |       |
| 2004 | Chart Kobjitti                 | Literatur                           |       |
| 2004 | Rakop Pothiwes                 | Darstellende Kunst (thail. Tanz)    |       |
| 2004 | Jintana Palkawong Na Ayudhya   | Darstellende Kunst (intern. Musik)  |       |
| 2004 | Pairat Sungwaributr            | Darstellende Kunst (Film und Drama) |       |
| 2004 | Piboon Musikpodok              | Visuelle Kunst                      |       |
| 2004 | Sant Sarakornborirak           | Visuelle Kunst                      |       |
| 2004 | Jullatat Kitibud               | Visuelle Kunst, Angewandte Kunst    |       |
| 2005 | Prayom Songthong               | Literatur                           |       |
| 2005 | Sathaporn Srisatjang           | Literatur                           |       |
| 2005 | Pratuang Emjaroen              | Fine art                            |       |
| 2005 | Tawee Rujaneekorn              | Fine art                            |       |
| 2005 | Chalard Songserm               | Darstellende Kunst                  |       |
| 2005 | Wichien Kamcharoen             | Darstellende Kunst                  |       |
| 2005 | Suphachai Jansuwan             | Darstellende Kunst                  |       |
| 2005 | Manop Yarana                   | Darstellende Kunst                  |       |
| 2005 | Samran Kerdpon                 | Darstellende Kunst                  |       |
| 2006 | Manee Payomyong                | Literatur                           |       |
| 2006 | Rawee Pawilai                  | Literatur                           |       |
| 2006 | Kiettisak Chanonnart           | Visuelle Kunst                      |       |
| 2006 | Nonthiwan Chantanaphalin       | Visuelle Kunst                      |       |
| 2006 | Decha Boonkham                 | Angewandte Kunst                    |       |
| 2006 | Somthavil Urassayanan          | Angewandte Kunst                    |       |
| 2006 | Kiettipong Kanchanaphee        | Darstellende Kunst (intern. Musik)  |       |
| 2006 | Kalong Peunghongkham           | Darstellende Kunst (thail. Musik)   |       |
| 2006 | Suchart Subsin                 | Darstellende Kunst (thail. Tanz)    |       |
| 2007 | Decha Warachun                 | Visuelle Kunst                      |       |
| 2007 | Yanyong Olarachin              | Visuelle Kunst                      |       |
| 2007 | Kritsada Arunwong na Ayutthaya | Visuelle Kunst                      |       |
| 2007 | Charn Buabangsorn              | Darstellende Kunst (thail. Musik)   |       |
| 2007 | Nakarin Chathong               | Darstellende Kunst                  |       |
| 2007 | Kovit Anakechai                | Literatur                           |       |
| 2008 | Adul Jantrasak                 | Literatur                           |       |
| 2008 | Ithipol Thangchalok            | Schöne Künste                       |       |
| 2008 | Thanadsri Sawadiwat            | Darstellende Kunst                  |       |
| 2008 | Sorapong Chatree               | Darstellende Kunst                  |       |
| 2008 | Prasit Pinkaew                 | Darstellende Kunst                  |       |
| 2008 | Viraphan Voklang               | Darstellende Kunst                  |       |
| 2008 | Siri Witchawet                 | Darstellende Kunst                  | [ 3 ] |
| 2009 | Preecha Thaothong              | Visuelle Kunst (Malerei)            |       |
| 2009 | Ong-art Satraphan              | Visuelle Kunst (Architektur)        |       |
| 2009 | Penphan Sithitrai              | Visuelle Kunsts (Holzschnitt)       |       |
| 2009 | Woranan Chatchawaltipakorn     | Visuelle Kunst (Fotografie)         |       |
| 2009 | Seksan Prasertkul              | Literatur                           |       |
| 2009 | Jatuporn Rattanawaraha         | Darstellende Kunst (Drama, Khon)    |       |
| 2009 | Uthai Kaewla-iad               | Darstellende Kunst (thail. Musik)   |       |
| 2009 | Manthana Morakul               | Darstellende Kunst (Gesang)         |       |
| 2009 | Prayong Chuenyen               | Darstellende Kunst (Komposition)    | [ 4 ] |

### 2010er
| Jahr | Name                            | Disziplin                                                      | Anm.               |
| ---- | ------------------------------- | -------------------------------------------------------------- | ------------------ |
| 2010 | Thongchai Rakpathum             | Visuelle Kunst (Malerei)                                       |                    |
| 2010 | Phao Suwansaksri                | Visuelle Kunst (Architektur)                                   |                    |
| 2010 | Pranom Tapang                   | Visuelle Kunst (Traditionelle Weberei)                         |                    |
| 2010 | Sombat Plainoi                  | Literatur (Kurzgeschichte)                                     |                    |
| 2010 | Surachai Chantimatorn           | Literatur (Kurzgeschichte, Non-Fiction, Lyrik)                 |                    |
| 2010 | Kuan Tuanyok                    | Darstellende Kunst (Thailändische Musik)                       |                    |
| 2010 | Choochart Pitaksakorn           | Darstellende Kunst (Internationale Musik)                      |                    |
| 2010 | Pissamai Vilaisak               | Darstellende Kunst (Film und Theater)                          |                    |
| 2010 | Suprawat Pattamasoot            | Darstellende Kunst (Film- und Theater-Regisseur und Performer) | [ 5 ]              |
| 2011 | Chalermchai Kositpipat          | Visuelle Kunst (Malerei)                                       |                    |
| 2011 | Metha Bunnag                    | Visuelle Kunst (Traditionelle Weberei) (Architektur)           |                    |
| 2011 | Tongreung Eamaot                | Visuelle Kunst (Bildhauerei)                                   |                    |
| 2011 | Ratna Phuangprayong             | Darstellende Kunst (Thailändischer Tanz)                       |                    |
| 2011 | Nakhon Thanomsap                | Darstellende Kunst (Internationale und thailändische Musik)    |                    |
| 2011 | Setha Sirichaya                 | Darstellende Kunst (Internationale und thailändische Musik)    |                    |
| 2011 | Sodsai Pantoomkomol             | Darstellende Kunst (Theater)                                   |                    |
| 2011 | Prabhassorn Sevikul             | Literatur                                                      |                    |
| 2011 | Suchart Sawasdsri               | Literatur                                                      |                    |
| 2012 | Thatsani Khun Thong             | Darstellende Kunst (thail. Musik und Tanz)                     |                    |
| 2012 | Khlaonoi Rotchanamethakun       | Darstellende Kunst (Film und Drama)                            |                    |
| 2012 | Phan Tho Wichit                 | Darstellende Kunst (intern. Musik)                             |                    |
| 2012 | Sano Luangsunthon               | Darstellende Kunst (thail. Musik)                              |                    |
| 2012 | Manat Pitisan                   | Darstellende Kunst (intern. Musik)                             |                    |
| 2012 | Somsuan Phromsawang             | Darstellende Kunst (thail. Musik)                              |                    |
| 2012 | Dokdin Kanyamarn                | Darstellende Kunst (Film)                                      |                    |
| 2012 | Buason Thanombun                | Darstellende Kunst (thail. Musik und Tanz)                     |                    |
| 2012 | Makut Araruedi                  | Literatur                                                      |                    |
| 2012 | Wimon Siriphaibun               | Literatur                                                      |                    |
| 2012 | Nongchanai Parinyathawat        | Literatur                                                      |                    |
| 2012 | Aree Suttiphan                  | Visuelle Kunst (Malerei)                                       |                    |
| 2012 | Wichok Mukdamni                 | Visuelle Kunst (Mixed Media)                                   |                    |
| 2012 | Satsatrachan Khemrat            | Visuelle Kunst (Bildhauerei)                                   |                    |
| 2013 | Chaloem Muangphraesi            | Darstellende Kunst (thail. Musik)                              |                    |
| 2013 | Chalong Pakdeevijit             | Darstellende Kunst (Film- und TV-Regisseur und Produzent)      |                    |
| 2013 | Yuenyong Opakul                 | Darstellende Kunst (intern. und thail. Musik)                  |                    |
| 2013 | Nitya Rakkaen                   | Darstellende Kunst (thail. Musik)                              |                    |
| 2013 | Charoen Malarot                 | Literatur                                                      |                    |
| 2013 | Win Lyovarin                    | Literatur                                                      |                    |
| 2013 | Ramphaiphan Suwannasan          | Literatur                                                      |                    |
| 2013 | Thiraphon Niyom                 | Angewandte Kunst (Architektur)                                 |                    |
| 2013 | Chuang Munphinit                | Visuelle Kunst (Malerei)                                       |                    |
| 2014 | Patravadi Mejudhon              | Darstellende Kunst (Drama)                                     | [ 6 ]              |
| 2014 | Sa-ard Piempongsarn             | Darstellende Kunst (Film)                                      | gestorben 2019     |
| 2014 | Pongsak Chantarukha             | Darstellende Kunst (thail. Volksmusik)                         |                    |
| 2014 | Sirichaichan Fakjamroon         | Darstellende Kunst (thail. trad. Musik)                        |                    |
| 2014 | Dusadee Banomyong Boontasanakul | Darstellende Kunst (intern. Musik)                             |                    |
| 2014 | Narong Janpoom                  | Darstellende Kunst (Nang Talung)                               |                    |
| 2014 | Panya Vijinthanasarn            | Visuelle Kunst (Malerei)                                       |                    |
| 2014 | Chaovalit Sermprungsum          | Visuelle Kunst (Malerei)                                       |                    |
| 2014 | Chamaiporn Bangkombang          | Literatur                                                      |                    |
| 2014 | Nij Hincheeranan                | Angewandte Kunst (Städtebau)                                   |                    |
| 2014 | Charoon Angsavanont             | Angewandte Kunst (Innenarchitektur)                            |                    |
| 2014 | Boonchuay Hiranwit              | Angewandte Kunst (Silberschmiedekunst)                         |                    |
| 2015 | Wenika Bunnag                   | Darstellende Kunst (thail. klassischer Tanz)                   | [ 8 ]              |
| 2015 | Somboonsuk Niyomsiri            | Darstellende Kunst (Film und Lakhon)                           | a.k.a. Piak Poster |
| 2015 | Santi Lunpae                    | Darstellende Kunst (moderne Musik)                             |                    |
| 2015 | Vichai Sitthirat                | Visuelle Kunst (Bildhauerei)                                   |                    |
| 2015 | Sermsak Nakbua                  | Visuelle Kunst (Produktdesign)                                 |                    |
| 2015 | Krisda Rochanakorn              | Visuelle Kunst (Architektur)                                   |                    |
| 2015 | Paiwarin Khao-Ngam              | Literatur (Poesie)                                             |                    |
| 2015 | Teeraparb Lohitkun              | Literatur (Dokumentation)                                      |                    |
| 2016 | Sombat Metanee                  | Darstellende Kunst (Film und Drama)                            | [ 9 ]              |
| 2016 | Buariao Rattanamaneeporn        | Darstellende Kunst (Volkstanz)                                 |                    |
| 2016 | Hama Baeluebae                  | Darstellende Kunst (Volkstanz, Dikir Hulu)                     |                    |
| 2016 | Thanit Siiklindii               | Darstellende Kunst (intern. Musik)                             |                    |
| 2016 | Decho Buranabunpot              | Visuelle Kunst (Fotografie)                                    |                    |
| 2016 | Lawan Upa-in                    | Visuelle Kunst (Malerei)                                       |                    |
| 2016 | Kamsorn Srathong                | Visuelle Kunst (Weberei, Handwerk)                             |                    |
| 2016 | Sanoe Nindet                    | Visuelle Kunst (thail. trad. Architektur)                      |                    |
| 2016 | Saksiri Meesomsueb              | Literatur                                                      |                    |
| 2016 | Ruangurai Kusalasai             | Literatur                                                      |                    |
| 2016 | Paitoon Tanya                   | Literatur                                                      |                    |
| 2016 | Chuwong Chayachinda             | Literatur                                                      |                    |
| 2017 | Surang Duriyapan                | Darstellende Kunst (Komposition)                               | [ 10 ]             |
| 2017 | Khanet „Rong“ Kaomulkadee       | Darstellende Kunst (Film und Lakhon)                           |                    |
| 2017 | Euthana Mukdasanit              | Darstellende Kunst (Film und Lakhon)                           |                    |
| 2017 | Rattiya Vikasitpong             | Darstellende Kunst (thail. trad. Tanz)                         |                    |
| 2017 | Wirat Yoothaworn                | Darstellende Kunst (intern. Musik)                             |                    |
| 2017 | Varaporn Pramoj Na Ayudhaya     | Darstellende Kunst (westl. klassischer Tanz)                   |                    |
| 2017 | Pimpatiparn Puengthamjit        | Darstellende Kunst                                             |                    |
| 2017 | Mattani Rutnin                  | Darstellende Kunst (Drama)                                     |                    |
| 2017 | Boonsri Rattanang               | Darstellende Kunst (Lanna-Musik)                               |                    |
| 2017 | Somchai Kaewthong               | Visuelle Kunst (Modedesign)                                    |                    |
| 2017 | Sin Ponghanyut                  | Visuelle Kunst (Architektur)                                   |                    |
| 2017 | Sawet Thettham                  | Visuelle Kunst (Bildhauerei)                                   |                    |
| 2017 | Somsak Chowtadapong             | Visuelle Kunst (Malerei)                                       |                    |
| 2017 | Saravudth Duangjumpa            | Visuelle Kunst (Bildhauerei)                                   |                    |
| 2017 | Thepsiri Sooksopa               | Literatur                                                      |                    |
| 2017 | Pensri Kiengsiri                | Literatur                                                      |                    |
| 2017 | Phibunsak Lakhonphon            | Literatur                                                      |                    |
| 2018 | Petchara Chaowarat              | Darstellende Kunst (Film)                                      | [ 11 ]             |
| 2018 | Viroj Veerawatananon            | Darstellende Kunst (Likay-Theater)                             |                    |
| 2018 | Sukon Pornpirun                 | Darstellende Kunst (intern. thail. Musik)                      |                    |
| 2018 | Kan Chaovapong                  | Darstellende Kunst (Nora-Tanz)                                 |                    |
| 2018 | Somsuk Kanjaruek                | Darstellende Kunst (Lakhon)                                    |                    |
| 2018 | Prapas Cholsaranont             | Darstellende Kunst (Unterhaltung und intern. thail. Musik)     |                    |
| 2018 | Parinya Tantisuk                | Visuelle Kunst (Malerei)                                       |                    |
| 2018 | Kongsak Yuktasevi               | Visuelle Kunst (Innenarchitektur)                              |                    |
| 2018 | Chin Prasong                    | Visuelle Kunst (Bildhauerei)                                   |                    |
| 2018 | Khampoon Srisai                 | Visuelle Kunst (Modedesign)                                    |                    |
| 2018 | Saneh Sangsuk                   | Literatur                                                      |                    |
| 2018 | Chamlong Fungcholjitr           | Literatur                                                      |                    |